# Anyphaena decora
Anyphaena decora är en spindelart som beskrevs av Bryant 1942. Anyphaena decora ingår i släktet Anyphaena och familjen spökspindlar.
Artens utbredningsområde är Puerto Rico. Inga underarter finns listade i Catalogue of Life.